# Arcelia del Progreso
Arcelia del Progreso es una localidad del estado mexicano de Guerrero. Es parte del municipio de Azoyú.

## Demografía
| Gráfica de evolución demográfica |
|                                  |

| Censo | Población |
| ----- | --------- |
| 1921  | 506       |
| 1930  | 642       |
| 1940  | 828       |
| 1950  | 898       |
| 1960  | 1 040     |
| 1970  | 1 313     |
| 1980  | 1 707     |
| 1990  | 1 640     |
| 2000  | 1 575     |
| 2010  | 1 419     |
| 2020  | 1 347     |